# Касториадис, Корнелиус
Корне́лиус Касториа́дис (фр. Cornelius Castoriadis, греч. Κορνήλιος Καστοριάδης, 11 марта 1922, Стамбул, Османская империя — 26 декабря 1997, Париж, Франция) — французский философ, экономист и психоаналитик греческого происхождения. Один из ведущих теоретиков группы «Социализм или варварство».

## Биография
В 15-летнем возрасте во время диктатуры И. Метаксаса вступил в подпольную коммунистическую организацию. Через некоторое время разочаровавшись в Коммунистической партии, вступил в самую левую троцкистскую группу Спироса Стиноса. В 1945 году присоединился к троцкистской группе Интернациональная коммунистическая партия (французская секция IV Интернационала).
Касториадис и Клод Лефор основали ультралевую группу «Социализм или варварство» и публиковали журнал с таким же названием. В условиях Холодной войны и «манихейского» раскола в послевоенной Франции критика официальных левых с левых позиций была обречена на маргинальное положение:141. После долгих лет изолированного существования группа раскололась, однако её идеи оказали большое влияние на участников событий мая-июня 1968 года, что признавал, например, Даниэль Кон-Бендит. В 1959 внутренний конфликт спровоцировала статья Касториадиса «Революционное движение в условиях современного капитализма». Несмотря на попытки блокировать публикацию, статья появилась в 1960 году. В ней Касториадис утверждал, что проблемы левого движения связаны с самим марксизмом, а старая идея о революционном пролетариате больше не актуальна:142. Длительный конфликт привел к расформированию группы в 1966 году.

## Философия
Наиболее известная работа Касториадиса — «Воображаемое установление общества» (1975), представляющая собой важный этап в развитии современной французской политической философии:87 .

### Теоретический синтез
Касториадис начинал свою карьеру как критик с марксистских позиций бюрократической системы в Советском Союзе:308, однако впоследствии разработал собственную оригинальную философскую концепцию, порвав с марксизмом и в значительной степени с Марксом:3. Он не вписывался ни в современную ему французскую философию, ни в структурализм, ни в постструктурализм, которые он резко критиковал:83. Касториадиса в большей мере можно назвать философом, близким к древнегреческой традиции, а предшественниками его скорее были досократики, Платон, Аристотель и стоики, чьи идеи были переработаны с учетом реалий XX столетия:83.
Все творчество Касториадиса сосредоточено вокруг нескольких главных вопросов: как люди могут самоорганизовываться? Как и в каких формах общество самоорганизовывается? Как сообществу граждан удается устанавливать свои собственные законы?:8
В зрелый период Касториадис осуществляет синтез ряда идей, сближая философию как рефлексивную мысль с практической  жизнью,  формулируя её связь с демократией  и  проектом  индивидуальной  и общественной автономии.  Касториодис  уходит от  «объективных законов»  истории и обращается к разным авторам (Маркс, Парсонс, Фрейд и Леви-Стросс), видоизменяя некоторые их концепты:61. 
 У Маркса заимствуются две идеи: общество как динамичное целое и связь теории с политической практикой. При этом отвергается  идея объективных законов общественного развития, которая в крайней форме может привести к таким вещам, как сталинизм. 

### Социальные институты и символическое измерение
Общество и история тесно связаны с символическим измерением, хотя и не сводятся к нему. Индивидуальная и коллективная деятельность (труд, потребление, экономическое производство, война, любовь, воспитание детей), необходимая для существования общества не есть символическая деятельность, по крайней мере, не всегда. Но она невозможна вне символов.  Символы существуют прежде всего в языке, а также на другом уровне социального — в  институтах:64.
Касториадис адаптирует  парсонсоновское понятие  института, однако существенно  изменяет его смысл, расширяя функционалисткую трактовку, чтобы найти середину между  случайностью и закономерностью появления и развития институтов. Институты представляют собой выражения исторических попыток творчества и  не сводятся к функциям, приобретая символическое измерение: только с помощью прояснения их символических значений возможны их создание и изменение:407. Институты не сводятся к символам, но их существование возможно только в рамках символическом измерения, и они образуют символическую сеть:64. К таким символическим сетям (или системам) относятся экономика, право, власть, религия и т. д. Роль этих сетей заключается в связывании значений (представлений, распоряжений, предписаний) с символами (означающее) и навязать эту связь всему обществу. При этом невозможно точно зафиксировать границу между символическим и функциональным.
Чтобы уйти от интерпретации символических сетей как знаковых в духе структурализма Леви-Стросса,  Касториадис вводит связку «символическое» —  «воображаемое» . Таким образом, символы отсылают не друг к другу, а к области воображаемого (данное понятие заимствуется из психоанализа Жака Лакана):61.

### Воображаемое и магма
Воображаемое — это бесконечный общественный процесс творчества значений, то есть символов, форм или образов.
Термин «воображаемое» (фр. imaginaire, англ. imaginary) восходит к латинскому слову imago, которое было переводом греческого phantasia. Касториадис находит истоки понятия у Аристотеля в трактате «О душе». Согласно Касториадису, Аристотель разделял конвенциональное и творческое воображаемое. Широкое распространение получило первая трактовка — как фантазии, воображения, всего, что не сводится к пяти чувствам. Второе понимание совершенно другое. Это элемент, который выходит за рамки и чувств, и разума, а также находится вне оппозиций истинно/ложно и бытие/небытие. По Касториадису, Аристотель признавал его как необходимое условие для деятельности души и понимал, что способность души мыслить (а, значит, разграничивать чувственное и познаваемое) основана на чем-то, что нельзя адекватно помыслить или почувствовать. Эта способность к логическим категоризациям выходит за их рамки, как и за рамки бытия/небытия:32—33.
Касториадис критикует Аристотеля за то, что тот не был достаточно последователен и не видел творческой силы воображаемого, а считал (как позднее и Кант), что оно неизменно и статично. Причину такого подхода Касториадис усматривает в том, что и Аристотель, и Кант не выходили за горизонт индивидуального субъекта. Именно поэтому понятие творческого воображаемого было слишком узким, оно по сути сводилось к творчеству в сфере искусства:34. Касториадис предлагает другое, социально-историческое измерение. Творческая сила воображаемого связана с созданием социальной жизни в её исторических формах. Творчество носит не только психический, но и социально-исторический характер.
Однако первопричина воображаемого находится вне общества и вне реальности, в «душе» каждого индивида. Эта причина — источник  воображения — называется «псюхе» и относится к дообщественному бессознательному состоянию индивида. Понятие «псюхе», или «психической монады», связано с психоанализом и подразумевает принципиальную неполноценность психической жизни индивида, который постоянно находится в поисках «утраченного»:87.
Псюхе бесконечно производит новые воображаемые значения и репрезентации, которые способствуют проявлению самой активной рефлексии индивида:87.  Для обозначения связки между символическими институтами и воображаемым вводится понятие «социальных воображаемых значений» — базовых значений, конструирующих то или иное «коллективное воображаемое»:52. Эти значения структурируют идеи, ценности, цели и идентичности, вокруг которых формируется общество:4. Поскольку эти значения ускользают от наблюдения,  используется метафора «магмы» — творческой энергии, создающей социальный мир:87.  Лакановская идея о принципиальной неудовлетворенности и неполноценности индивида трансформируется в «первопричину» социально-исторического творчества. Именно эта магма и создает общество и историю:406—407.
Однако отношения между обществом и индивидом сложны и предполагают наличие власти. Коллективное воображаемое в  лице социальных институтов имеет над индивидом скрытую (имплицитную) власть и формирует его через осваивание индивидом воображаемых общественных значений. Эксплицитная же власть  направлена на сохранение общества и находится в измерении политического. Это измерение шире, чем государство, но оно не простирается на всё общество:70. 

### Проект автономии
В истории существует два типа обществ — общества гетерономии и общества автономии:82.
В обществе гетерономии отсутствует рефлексия над собственными нормами, правилами и структурой (например, теократии, монархии, кастовые общества, тоталитарные общества и т. д.) В гетерономном обществе источник законов находится вне социального поля (например, в божественной воле или законах истории), и соответственно, законы могут быть установлены или интерпретированы только выразителями божественной воли или исторической истины. Гетерономное общество есть общество закрытое, поскольку оно не может поставить под вопрос свою социальную организацию. Ригидность и неспособность к изменениям гетерономных обществ приводит к их постоянной закрытости:12.
Автономные общества, наоборот, могут быть реформированы самими членами общества. Автономные общества были в истории только двух видов: древнегреческий полис и современные западные общества эпохи модерна, куда которые входят в том числе итальянские республики эпохи Ренессанса, США, западно-европейские государства эпохи Просвещения в период с 1750 по 1950 года:82.
Касториадис утверждает исключительную важность изменения, инновации и творчества в осознанной и автономной деятельности в рамках истории, критикуя «логику идентичности», которая, по его мнению, доминировала в западной философии со времен Платона, и отмечает, что «общество есть по своей сути сама история, а именно история изменений  самих себя»:87.  Такого рода сознательные творческие изменения и есть процесс автономии. Под автономией подразумевается не только возможность индивида создавать законы, но и возможность менять своё будущее и осознавать себя в таком качестве:200. Автономия направлена на постоянное переустановление политического измерения (то есть изменение институтов эксплицитной власти) через политику, всегда являясь некоторым процессом, а не конечным результатом. Проект автономии (от  демократии Древней Греции до наших дней) имеет дуальный характер  —  он осуществляется  в  индивидуальном и  общественном измерениях:200.
Автономное общество формируется при участии в принятии решений всех индивидов через совместное политическое творчество. Любое политическое преобразование предполагает также психическое изменение ментальных структур членов общества, что означает невозможность изменений в организации общества без их признания самими индивидами. Общество, которое признает собственные законы, всегда способно их изменить:11—12.
В плане ментальных структур, можно сказать, что  проект автономии есть процесс освобождения  воображения псюхе, которое изначально всегда подавляется:72. 

### Политика
Политика  — это коллективная  деятельность, предметом которой является все общество:70. Она имеет место тогда, когда существование данного общества ставится под вопрос посредством рефлексивной мысли и последующей критики:53. Основным местом реализации политики является демократия:53. Политика связывается с проектом  автономии, которая заключается в способности индивидов изменять социальный мир и преодолевать отчуждение:87. Отчуждение трактуется шире, чем у Маркса, и представляет собой следствие замещения воображаемого формальной общественной структурой, то есть это общественное отчуждение или отчуждение самого общества:82.
Изобретение политики в Древней Греции и есть проект автономии, которой ведёт к появлению общества как такового; данные процессы происходили одновременно с возникновением философии, ставящей под сомнение верования и разрушающей принятые догмы. Касториадис отмечал два таких прорыва в истории: первый в Древней Греции, а второй — в Европе XII—XIII веков, либо даже раньше (XI—XII века):289.
В Греции впервые в истории общество вырабатывало и изменяло законы. Политика в Афинах была делом всех и каждого через прямое участие граждан во всех делах полиса. Власть в афинской демократии была интегральной частью жизни полиса, она реализовывалась только гражданами. Власть не была отделена от самих граждан, и полис не был государством в современном смысле слова. В отличие от современной системы бюрократии, в полисе политическая власть граждан осуществлялась через создание «публичного пространства». Именно в этом пространстве (и только там) и формируется демократия. Касториадис противопоставляет «публичное» «частному», вслед за Ханной Арендт:8.

### Современные общества
Касториадис критиковал как западные бюрократические системы, так и системы восточного блока, в которых он обнаруживал глубинное сходство:9.
Несмотря на то, что современные западные общества являются автономными, к ним неприменимо понятие демократии. Касториадис использует термин «либеральные олигархии». Демократия есть власть демоса, народа, а западные режимы находятся под властью отдельных социальных групп (финансовые и промышленные группы, бюрократия разного уровня, политические элиты и т. д.) В современных обществах суверенитет народа утверждается с помощью политической мистификации, которая фактически запрещает ему участвовать в проекте самоорганизации общества, то есть в проекте автономии:9. У населения есть права, но они носят неполный, частичный характер (хотя нельзя сказать, что они просто формальны). Оно никак не контролирует правительство, не принимает законы и не осуществляет правосудие. Население может только санкционировать наличное положение дел через регулярные выборы:13.

## Сочинения

### Книги
- Воображаемое установление общества / Пер. с франц. Г. Волковой, С. Офертаса. - М.: Гнозис; Логос. - 2003.
- Дрейфующее общество. Беседы и дискуссии (1974-1997). — М.: Гнозис; Логос. - 2012.
- Crossroads in the Labyrinth. — Cambridge. Mass.: MIT Press, 1984.
- The Imaginary Institution of Society. — Cambridge: Polity Press, 1987.
- Philosophy, Politics, Autonomy. — New York: Oxford University Press, 1991.
- Political and Social Writings, vols. 1-3. — Minneapolis: University of Minnesota Press[англ.], 1988—1993.

### Статьи, интервью и выступления
- Революционный проект сегодня Архивная копия от 13 сентября 2016 на Wayback Machine (1974)
- Самоуправление и иерархия Архивная копия от 28 февраля 2018 на Wayback Machine (1974)
- Чего не могут политические партии Архивная копия от 13 сентября 2016 на Wayback Machine (1979)
- Маркс сегодня Архивная копия от 22 октября 2008 на Wayback Machine (1983)
- Маркс обманывал самого себя Архивная копия от 2 марта 2016 на Wayback Machine (1985)
- В каком смысле человек может быть автономным? Архивная копия от 13 октября 2016 на Wayback Machine (1988)
- Коммунизм, фашизм, освобождение Архивная копия от 25 апреля 2017 на Wayback Machine (1991)
- Революционная сила экологии Архивная копия от 13 сентября 2016 на Wayback Machine (1992)
- Войны в Европе Архивная копия от 21 сентября 2016 на Wayback Machine (1992)
- Мир, который придёт (1994)